# Leona Roberts
Leona Roberts (* 26. Juli 1879 in Mills, Illinois als Leona Harneteaux; † 29. Januar 1954 in Santa Monica, Kalifornien) war eine US-amerikanische Theater- und Filmschauspielerin.

## Leben und Karriere
Leona Roberts wurde unter dem Namen Leona Harneteaux in einem kleinen Dörfchen in Illinois geboren. 1926 gab Roberts ihr Debüt am Broadway, wo sie in den folgenden zwanzig Jahren mit fast 40 Stücken eine vielbeschäftigte Nebendarstellerin war. 1926 hatte sie mit der Hauptrolle im Stummfilm Poor Mrs. Jones ihr Filmdebüt gegeben, welcher vom Landwirtschaftsministerium der Vereinigten Staaten in Auftrag gegeben wurde und ein Loblied auf das Landleben war. Doch erst 1937 zog sie nach Hollywood, drehte ihren zweiten Film und begann sie regelmäßig in Filmen zu spielen. Häufig verkörperte sie in Nebenrollen mütterliche Figuren. Ihre vermutlich bekannteste Rolle war die etwas hochnäsige Mrs. Meade im Filmklassiker Vom Winde verweht. In der Screwball-Komödie Leoparden küßt man nicht war sie als genervte Ehefrau eines betrunkenen Gärtners zu sehen. Außerdem spielte sie in den Filmen Of Human Hearts und Abe Lincoln in Illinois.
1941 verabschiedete Roberts sich wieder von Hollywood und ging an den Broadway zurück, wo sie noch bis 1945 spielte. Ende der 1940er-Jahre hatte sie noch kleinere Nebenrollen in vier Filmen, ehe sie sich 1949 ganz von der Schauspielerei zurückzog. Roberts Tochter war die Schauspielerin Josephine Hutchinson.

## Filmografie (Auswahl)
- 1926: Poor Mrs. Jones
- 1937: Border Cafe
- 1938: Of Human Hearts
- 1938: Leoparden küßt man nicht (Bringing Up Baby)
- 1938: Having Wonderful Time
- 1938: I Stand Accused
- 1938: Die goldene Peitsche (Kentucky)
- 1939: Boy Slaves
- 1939: Die Findelmutter (Bachelor Mother)
- 1939: Vom Winde verweht (Gone with the Wind)
- 1939: Swanee River
- 1940: The Blue Bird
- 1940: Abe Lincoln in Illinois
- 1940: Golden Gloves
- 1940: Blondie Plays Cupid
- 1941: Week-End in Havana
- 1943: Dixie
- 1947: Bumerang (Boomerang!)
- 1948: Liebesnächte in Sevilla (The Loves of Carmen)
- 1949: Todesfalle von Chikago (Chicago Deadline)